# ورزشگاه کارگران پکن
ورزشگاه کارگران پکن، (به چینی: 工人体育场) که اغلب به نام ورزشگاه کارگر (به چینی: 工人體育場) یک ورزشگاه فوتبال در منطقه چائویانگ شهر پکن پایتخت چین می‌باشد.

این ورزشگاه میزبان بازی‌های خانگی باشگاه باشگاه فوتبال بیجینگ گوان در رقابت‌های سوپر لیگ فوتبال چین است. گنجایش این ورزشگاه ۶۶٬۱۶۱ هزار نفراست.
این ورزشگاه در سال ۱۹۵۹ ساخته شد و در سال ۲۰۰۴ نیز بازسازی شد. مساحت این ورزشگاه طبق آخرین گزارش ۳۵۰٬۰۰۰ متر می‌باشد.

## تاریخ ورزشگاه
ورزشگاه کارگران در سال ۱۹۹۰ محل اصلی بازی‌های آسیایی ۱۹۹۰ بود که در آن مراسم افتتاحیه و اختتامیه بازی‌ها برگزار شد، همچنین از این ورزشگاه در رقابت‌های دوومیدانی و فوتبال در بازی‌های المپیک تابستانی ۲۰۰۸ نیز استفاده شد.

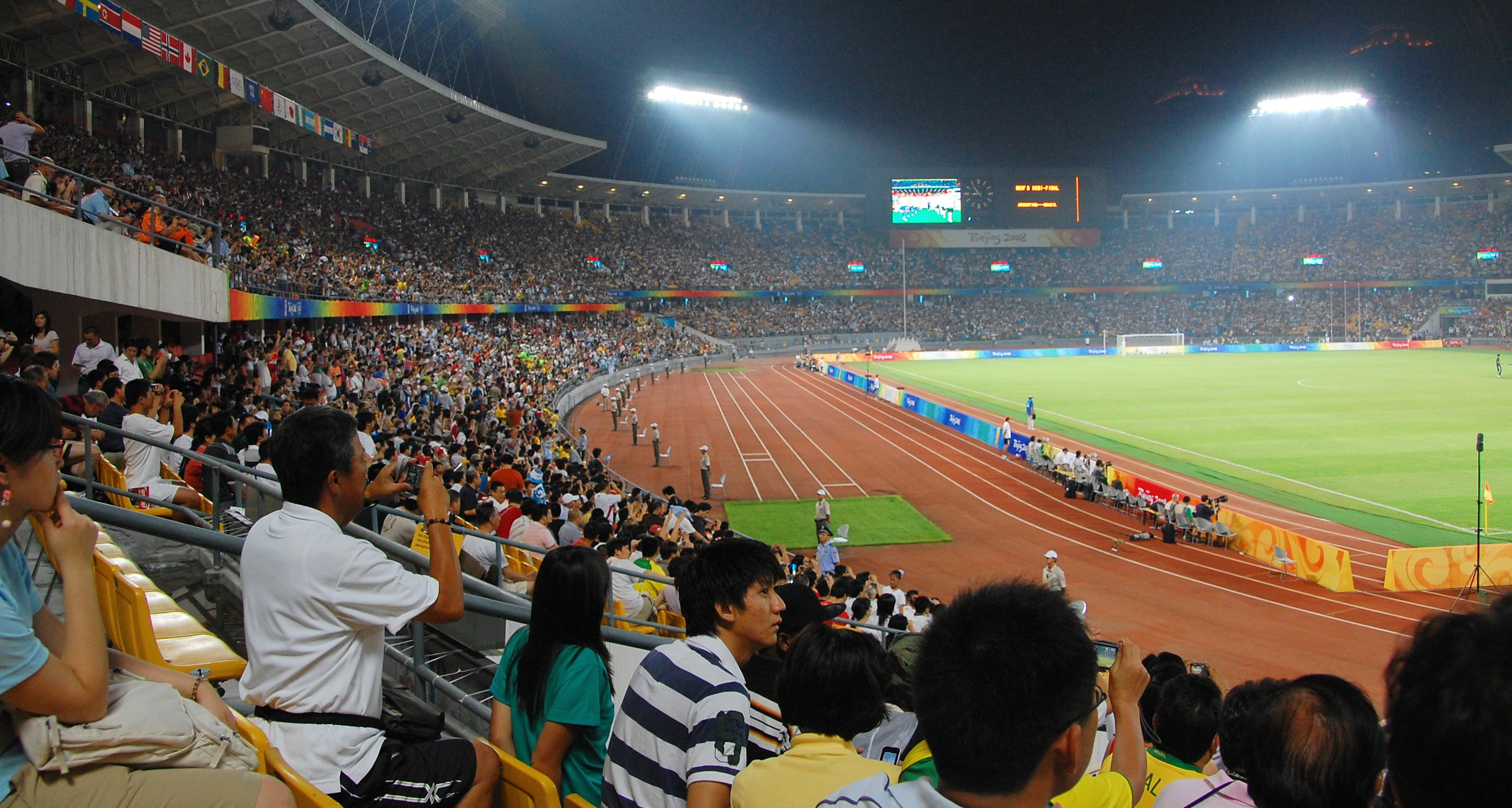
فضای داخلی ورزشگاه در طول برگزاری بازی‌های المپیک تابستانی ۲۰۰۸